# Sơn Phong Cổ

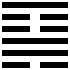
Đồ hình quẻ Sơn phong cổ

Quẻ Sơn Phong Cổ, đồ hình:||::| còn gọi là quẻ Cổ (蠱 gu3), là quẻ thứ 18 trong Kinh Dịch.
- Nội quái là ☴ (:|| 巽 xun4) Tốn hay Gió (風).
- Ngoại quái là ☶ (::| 艮 gen4) Cấn hay Núi (山).

Giải nghĩa: Sự dã. Sự biến. Có sự không yên trong lòng, làm ngờ vực, khua, đánh, mua chuốc lấy cái hại, đánh trống, làm cho sợ sệt, sửa lại cái lỗi trước đã làm. Âm hại tương liên chi tượng: điều hại cùng có liên hệ.